# Ruch na rzecz Praw i Wolności

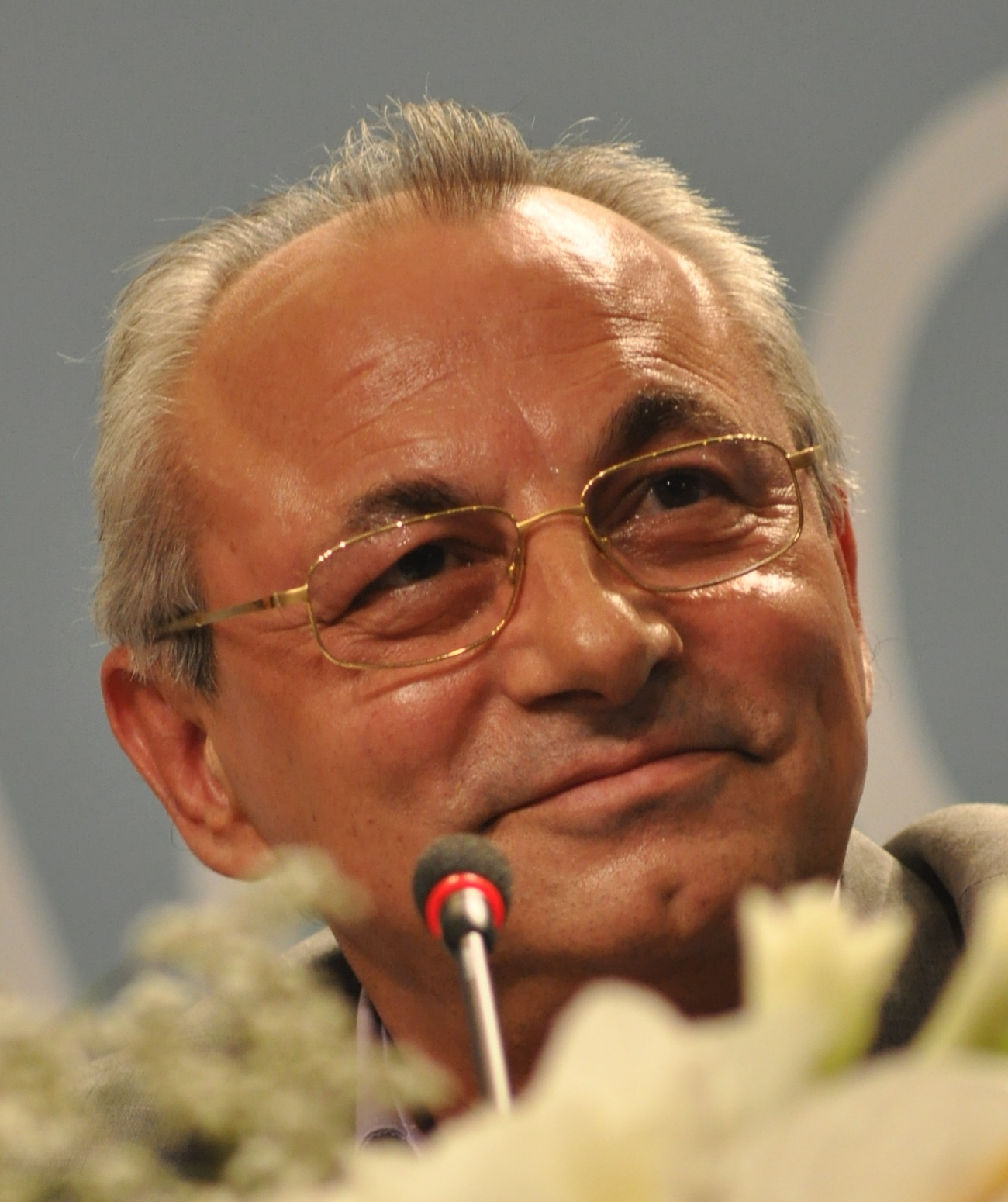
Achmed Dogan – założyciel i w latach 1990–2013 przewodniczący DPS

Ruch na rzecz Praw i Wolności (bułg. Движение за права и свободи, DPS, tur. Hak ve Özgürlükler Hareketi, HÖH) – bułgarska centrowa partia polityczna reprezentująca głównie mniejszość turecką.

## Historia
Ugrupowanie powstało w latach 80. jako organizacja podziemna. Oficjalnie zarejestrowaną partią jest od 1990. Jej założycielem i wieloletnim przywódcą był Achmed Dogan, którego w 2013 zastąpił Lutwi Mestan.
W 2001 DPS po raz pierwszy wszedł w skład bułgarskiego rządu kierowanego przez Symeona Sakskoburggotskiego. W 2005 utrzymał się u władzy w gabinecie Sergeja Staniszewa, powrócił do rządu po czteroletniej przerwie w 2013 jako koalicjant socjalistów i premiera Płamena Oreszarskiego. W 2014 ruch ponownie znalazł się w opozycji.
Partia przystąpiła do Partii Porozumienia Liberałów i Demokratów na rzecz Europy.
W 2015 Lutwi Mestan został odwołany z funkcji przewodniczącego, a władzę w partii tymczasowo przejęło trzyosobowe kierownictwo. W 2016 nowym liderem ugrupowania został Mustafa Karadajy, który złożył rezygnację w 2023. W 2024 na współprzewodniczących DPS powołani zostali Delan Peewski i Dżewdet Czakyrow.
Wkrótce po wyborach z czerwca 2024 w DPS doszło do wewnętrznego konfliktu między frakcją Delana Peewskiego, a grupą wspierającą honorowego przewodniczącego Achmeda Dogana. W klubie poselskim przewagę utrzymała pierwsza z nich, wykluczając ze swoich szeregów przedstawicieli drugiej frakcji (w tym współprzewodniczącego Dżewdeta Czakyrowa). Wkrótce zostały rozpisane kolejne wybory parlamentarnej na październik 2024, do udziału w nich obie frakcje zgłosiły się oddzielnie. Ostatecznie możliwość korzystania z szyldu przypadła w postępowaniu sądowym frakcji Delana Peewskiego, która wystartowała w nich formalnie w koalicji DPN-NN. Grupa Achmeda Dogana wystartowała natomiast z ramienia koalicji APS, formalnie utworzonej przez dwa małe ugrupowania (ZNS i SBOR).
W grudniu 2024 Delan Peewski został wybrany na samodzielnego przewodniczącego partii.

## Wyniki wyborów
Wybory do Zgromadzenia Narodowego:
- 1990: 6,0% głosów i 23 mandaty
- 1991: 7,6% głosów i 24 mandaty
- 1994: 5,4% głosów i 15 mandatów
- 1997: 7,6% głosów i 19 mandatów
- 2001: 7,5% głosów i 21 mandatów
- 2005: 12,8% głosów i 34 mandaty
- 2009: 14,5% głosów i 38 mandatów
- 2013: 11,3% głosów i 36 mandatów
- 2014: 14,8% głosów i 38 mandatów
- 2017: 9,2% głosów i 26 mandatów[12]
- kwiecień 2021: 10,5% głosów i 30 mandatów[13]
- lipiec 2021: 10,7% głosów i 29 mandatów[14]
- listopad 2021: 13,0% głosów i 34 mandaty[15]
- 2022: 13,8% głosów i 36 mandatów[16]
- 2023: 13,7% głosów i 36 mandatów[17]
- czerwiec 2024: 17,1% głosów i 47 mandatów[18]
- październik 2024: 11,5% głosów i 29 mandatów (DPS-NN Delana Peewskiego) oraz 7,5% głosów i 19 mandatów (APS Achmeda Dogana)[19][20][21]

Wybory do Parlamentu Europejskiego:
- 2007: 20,3% głosów i 4 mandaty[22]
- 2009: 14,2% głosów i 3 mandaty[23]
- 2014: 17,3% głosów i 4 mandaty[24]
- 2019: 16,6% głosów i 3 mandaty[25]
- 2024: 14,7% głosów i 3 mandaty[26][27]